# Wahak Hotrontk
Wahak Hotrontk es un lugar designado por el censo ubicado en el condado de Pima en el estado estadounidense de Arizona. En el Censo de 2010 tenía una población de 114 habitantes y una densidad poblacional de 28,56 personas por km².

## Geografía
Wahak Hotrontk se encuentra ubicado en las coordenadas 32°10′29″N 112°21′59″O / 32.17472, -112.36639. Según la Oficina del Censo de los Estados Unidos, Wahak Hotrontk tiene una superficie total de 3.99 km², de la cual 3.99 km² corresponden a tierra firme y (0%) 0 km² es agua.

## Demografía
Según el censo de 2010, había 114 personas residiendo en Wahak Hotrontk. La densidad de población era de 28,56 hab./km². De los 114 habitantes, Wahak Hotrontk estaba compuesto por el 2.63% blancos, el 0.88% eran afroamericanos, el 94.74% eran amerindios, el 0% eran asiáticos, el 0% eran isleños del Pacífico, el 0% eran de otras razas y el 1.75% pertenecían a dos o más razas. Del total de la población el 7.89% eran hispanos o latinos de cualquier raza.